# جون إف. ديكسون
جون إف. ديكسون (بالإنجليزية: John F. Dickson)‏ هو ضابط شرطة أمريكي، ولد في 30 نوفمبر 1821 في نيويورك في الولايات المتحدة، وتوفي في 12 سبتمبر 1880 في مانهاتن في الولايات المتحدة بسبب سرطان المعدة.